# Quentin Fercoq
Quentin Fercoq est un patineur de vitesse sur piste courte français.

## Biographie
Né à Harfleur en 1999, Quentin Fercoq a commencé le short-track à l'âge de 4 ans au club de vitesse sur glace du Havre CVGH.
Il intègre le centre d'entraînement national en 2010 à Font-Romeu.
Aux Jeux olympiques de la jeunesse de 2016, il remporte le relais mixte et se place sixième du 500 mètres et quatorzième du 1000 mètres.
Il participe aux épreuves de patinage de vitesse sur piste courte aux Jeux olympiques de 2022 sur le 500,1000 et 1500 mètres et au relais mixte, aux côtés de son coéquipier havrais Sébastien Lepape. Il est entraîné par Thibaut Méline et Annie Sarrat.

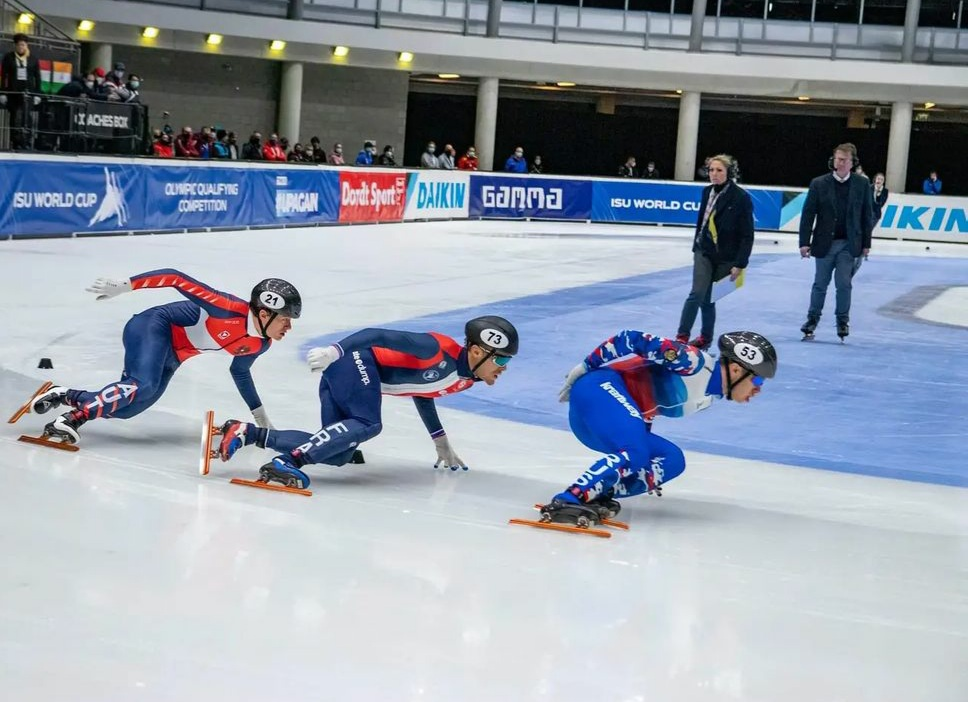

## Palmarès
- Saison 2024-2025 :
  - Médaille de bronze sur 500m aux Championnats d'Europe de patinage de vitesse sur piste courte 2025 à Dresde[5].
  - Médaille d'or sur 5 000m en relais mixte aux Championnats d'Europe de patinage de vitesse sur piste courte 2025 à Dresde[6].
- Saison 2021-2022 : 
  -  Médaille d'argent sur 500 m aux Championnats du monde de patinage de vitesse sur piste courte 2022 à Montréal
  - Champion de France sur 500m, 3ème au 1500m, 2ème au 100m
  - Coupes du monde (Pékin, Nagoya, Debrecen, Dordrecht) : Médaille de bronze au relais mixte (Debrecen)

- Saison 2020-2021 :
  - 3ème au Championnat de France Elite à Font Romeu

- Saison 2019-2020 : 
  - 4ème au Championnat de France Elite à Dunkerque, médailles de bronze aux 500m et 1500m
  - Coupes du monde (Salt Lake City, Montréal, Nagoya, Shangaï, Dresden, Dordrecht) : médaille de bronze au relais mixte (Dresden)
  - 14ème au championnat d’Europe (Hongrie)

- Saison 2018-2019 : 
  - 5ème au Championnat de France Elite
  - Coupes du monde (Calgary, Salt Lake City, Turin, Dresden) : Médaille de bronze au relais mixte (Salt Lake City)
  - 14ème place aux Universiades (Russie), médaille d’argent au 1500m
  - 4ème au championnat d’Europe à Dordrecht (relais hommes)
  - record de France relais mixte (2,38,807)

- Saison 2017-2018 :
  - 4ème au Championnat de France Elite à Nantes
  - 33ème place aux coupes du monde au 500m (Budapest, Dordrecht, Shangaï, Séoul)
  - 5ème place aux championnats du monde Junior (Pologne) : médaille de bronze au 500m
  - record de France relais 3000m (4,02,414)

- Saison 2016-2017 : 
  - Champion de France Junior A (3 médailles d’or)
  - 11ème place aux championnats du monde Junior

- Saison 2015-2016 : 
  - Champion de France Junior B (3 médailles d’or)
  - 15ème place aux championnats du monde junior
  - 8ème place aux Jeux olympiques de la jeunesse de 2016 de Lillehammer (médaille d’or au relais mixte)